# Aeronca 50 Chief
El Aeronca Model 50C Chief fue un avión ligero estadounidense de finales de los años 30 del siglo XX, construido por Aeronca Aircraft.

## Diseño y desarrollo
La demanda de los clientes de más confort, más alcance y mejor instrumentación resultó en su desarrollo en 1938, equipado con un motor Continental, Franklin o Lycoming de 50 hp (37 kW). El Model 50C era un KCA con una cabina más ancha. Un 50C realizó el primer vuelo de un avión ligero sin escalas entre Los Ángeles y Nueva York, el 29 y 30 de noviembre de 1938, recorriendo los 4482 km en 30 h y 47 min, con una velocidad media de 144,8 km/h, y siendo el piloto Johnnie Jones. Un motor Continental de 65 hp (48 kW) equipó al Model 65 Super Chief, que también fue construido en una versión de entrenamiento de vuelo, el Model 65TC Defender, con su asiento trasero posicionado 23 cm más alto que el delantero para mejorar la visibilidad.

## Variantes
50C Chief
Modelo KCA con cabina más ancha, 248 construidos.
50F Chief
Versión con motor Franklin 4AC de 50 hp, 40 construidos.
50L Chief
Versión con motor Lycoming O-145 de 50 hp, cilindros expuestos, 65 construidos.
50LA Chief
Versión con motor Lycoming O-145 de 50 hp, motor bajo cubierta cerrada, 20 construidos.
50M Chief
Versión con motor Menasco M-50 de 50 hp, 1 construido.
50TC Tandem
Versión con motor Continental de 50 hp, primer modelo en tándem, 1 construido.
50TL Tandem
Versión con motor Lycoming de 50 hp, 33 construidos.
65C Chief
Versión con motor Continental A-65 de 65 hp, asientos lado a lado, 279 construidos, muchos requisados por la USAAF en 1942 como O-58/L-3.
65CA Super Chief
65C con tanque de combustible auxiliar de 30,3 l y otros equipamientos de lujo, 655 construidos.
65LA Chief
Versión con motor Lycoming de 65 hp, 87 construidos.
65LB Super Chief
Versión con motor Lycoming O-145 de 65 hp, 199 construidos.
65TC Tandem
Versión con motor Continental A-65 de 65 hp, 112 construidos.
65TAC Defender
Versión de entrenamiento de pilotos civiles, 154 construidos.
65TF Tandem
Versión con motor Franklin 4AC de 65 hp, 59 construidos.
65TAF Defender
Versión de entrenamiento de pilotos civiles, 115 construidos.
65TL Tandem
Versión con motor Lycoming O-145 de 65 hp, a la USAAF como O-58/L-3, 299 construidos, más 4 YO-58, 20 O-58, 701 L-3B y 499 L-3C, más 253 planeadores TG-5.
65TAL Defender
Versión de entrenamiento de pilotos civiles, 100 construidos.

## Operadores
Estados Unidos
- Cuerpo Aéreo del Ejército de los Estados Unidos

## Especificaciones (Modelo 65CA Super Chief)

### Características generales
- Tripulación: Uno.
- Capacidad: Un pasajero.
- Longitud: 6,3 m
- Envergadura: 10,9 m
- Altura: 2,0 m
- Superficie alar: 15,7 m²
- Peso vacío: 340 kg
- Peso máximo al despegue: 600 kg
- Planta motriz: 1× motor lineal Continental A65.
  - Potencia: 48 kW (65 hp)

### Rendimiento
- Velocidad nunca excedida (Vne): 174 km/h
- Alcance: 800 km
- Techo de vuelo: 4500 m (15000 pies)
- Régimen de ascenso: 180 m/min 600 pies/min